# Шріпуруша
Шріпуруша (д/н — 788) — магараджа держави Гангаваді у 726—788 роках.

## Життєпис
Син Шивамари I. Посів трон 726 року. Усе правління вів постійні війни. Спочатку уклав союз з Вікрамадітьєю II з династії Чалук'я. Спільно з ним завдав поразки Парамешвараварману II, магараджахіраджі Паллавів. За цим прийняв титул перманаді.
Пізніше він воював з Кочадаяном Ранадхіраном, правителем держави Пандья. Разом з Кіртіварманом II Чалук'я виступив проти Маравармана Раджасінги I, але у битві біля Венбаї союзники зазнали поразки.
Активно розбудовував державу. Був ініціатором значних іригаційних проектів, насамперед зведення гребель, розширення господарських угідь.
З падінням Чалук'їв і піднесення Раштракутів почав воювати з останніми. Його союзником стали Східні Чалук'ї. Вів запеклі війни з Крішною I, де все ж зазнав поразки. У 780—781 роках відвоював втрачені землі в Раштракутів. Але в кампанії 784—785 років спадкоємець трону і командувач військом Шивамара зазнав поразки від магараджахіраджи Дхруви, внаслідок чого Шріпуруша знову визнав зверхність Раштракутів.
Був автором праці санскритом «Гаджашастра» (Наука про слонів). Помер 788 року. Йому спадкував Шивамара II.